# Vénuste Niyongabo
Vénuste Niyongabo, né le 9 décembre 1973 à Vugizo, Makamba, est un athlète burundais, spécialiste des fond et demi-fond. En 1996, il devient le premier médaillé olympique du Burundi en remportant la médaille d'or du 5 000 mètres.

## Biographie
Vénuste Niyongabo se distingue pour la première fois en 1992 quand il obtient une médaille d'argent aux championnats du monde juniors, sur 1 500 m. Aux championnats du monde de 1993, à Stuttgart, il atteint les demi-finales du 1 500 m. 
En 1994, il remporte l'épreuve du 1500 m du meeting Nikaïa de Nice en 3 minutes 30 secondes 95 centièmes devant les marocains Seddiki et  Hicham El Guerrouj . 
Aux championnats du monde de 1995 à Göteborg, il remporte la médaille de bronze, derrière l'Algérien Noureddine Morceli et le Marocain Hicham El Guerrouj.
A l'occasion de la première participation de son pays aux Jeux olympiques, il s'adjuge la médaille d'or du 5000 mètres devant le Kényan Bitok et le Marocain Boulami ,.
En octobre 2010, Venuste Niyongabo a parrainé les tout premiers « Jeux de l’Amitié » de la région des Grands Lacs d’Afrique, une journée de rencontres sportives transfrontalières destinées à promouvoir la paix et à rapprocher les jeunes du Burundi et de la République démocratique du Congo (RDC) autour des valeurs d’amitié et de fraternité du sport.

## Palmarès

### Jeux olympiques
- Jeux olympiques d'été de 1996 à Atlanta ( États-Unis)
  -  Médaille d'or sur 5 000 m
- Jeux olympiques d'été de 2000 à Sydney ( Australie)
  - éliminé en demi-finales sur 5 000 m

### Championnats du monde
- Championnats du monde d'athlétisme de 1993 à Stuttgart ( Allemagne)
  - éliminé en demi-finales sur 1 500 m
- Championnats du monde d'athlétisme de 1995 à Göteborg ( Suède)
  -  Médaille de bronze sur 1 500 m

### Championnats du monde junior d'athlétisme
- Championnats du monde junior d'athlétisme de 1992 à Séoul ( Corée du Sud)
  -  Médaille d'argent sur 5 000 m